# Salies-du-Salat
Salies-du-Salat település Franciaországban, Haute-Garonne megyében. Lakosainak száma 1737 fő (2022. január 1.). Salies-du-Salat Cassagne, Mane, Marsoulas, Mazères-sur-Salat, Montsaunès és Touille községekkel határos.

## Népesség
A település népessége az elmúlt években az alábbi módon változott:
| Lakosok száma | 621  | 367  | 822  | 1035 | 1251 | 1759 | 1936 | 1936 | 1788 | 1737 |
|               | 1793 | 1836 | 1866 | 1891 | 1926 | 1962 | 2006 | 2011 | 2017 | 2022 |